# Jūrmala
Jūrmala este un oraș în Letonia. Este unul dintre cele 7 orașe independente ale Letoniei, orașe care au administrație separată de cea a raionului înconjurător. Are o populație de 55.452 de locuitori. Este o stațiune balneară în Golful Riga la Marea Baltică.

## Personalități născute aici
- Ģirts Ēcis (n. 1971), actor, regizor.